# Alma Ostra-Oinas
Alma Rosalie Ostra-Oinas, ur. jako Alma Ostra, primo voto Anvelt-Ostra (ur. we wrześniu 1886 w Vastse-Kuuste, zm. 2 listopada 1960 w Incie) – estońska socjalistyczna działaczka polityczna, jedna z pierwszych estońskich parlamentarzystek, dziennikarka. 

## Życiorys
W 1898 ukończyła szkołę podstawową. Następnie kształciła się w żeńskim gimnazjum Puszkina w Tartu w latach 1901–1905. W tym czasie włączyła się w działalność podziemnych organizacji radykalnych i antycarskich. W 1903 wstąpiła do Socjaldemokratycznej Partii Robotniczej Rosji. Uczestniczyła w organizowanych przez nią spotkaniach z rosyjskimi socjalistami, współtworzyła też uczniowską, międzyszkolną organizację socjaldemokratów. 
W 1905 z powodu swojego zaangażowania w ruchy antycarskie została usunięta ze szkoły. Przeprowadziła się do Rygi, gdzie została aresztowana przez władze rosyjskie za udział w drukowaniu nielegalnych publikacji. Zesłana na Syberię, zbiegła z więzienia w 1906, a w 1907 uczestniczyła w londyńskim kongresie Socjaldemokratycznej Partii Robotniczej Rosji. W 1909 poślubiła Jaana Anvelta, towarzysza partyjnego, by móc zmienić nazwisko. W latach 1910–1915 studiowała matematykę i filozofię na kursach Bestużewa w Petersburgu. Rozwiodła się z pierwszym mężem i w 1914 poślubiła Aleksandra Oinasa. Następnie osiedliła się w Kiesi i w latach 1916–1917 była dyrektorką organizacji „Siewieropomoszcz”, odpowiedzialnej za organizowanie pomocy dla wojennych uchodźców i ludności ewakuowanej z Królestwa Polskiego i guberni zachodnich (bieżeństwo). Była członkinią lokalnej rady delegatów robotniczych i żołnierskich, redagowała pismo socjalistyczne „Sotsiaaldemokraadi toimetus”. Pełniła obowiązki radnej miejskiej kolejno w Tallinnie i Tartu jako jedna z pierwszych kobiet w historii Estonii. 20 listopada 1918 objęła mandat w parlamencie Autonomicznej Guberni Estońskiej (Maapäev), zastępując Jaana Treiala. Była w nim jedną z dwóch kobiet, obok Anny Leetsmann.   
Była deputowaną do estońskiego Zgromadzenia Ustawodawczego (Asutav Kogu) w latach 1919–1920, a w 1920 z powodzeniem startowała w wyborach do parlamentu – Zgromadzenia Państwowego (Riigikogu). Nie uzyskała reelekcji na kolejną kadencję, ale w październiku 1925 objęła wakujący mandat po Mihkelu Jansonie. W 1926 z powodzeniem ubiegała się po raz kolejny o mandat deputowanej, jednak ostatecznie się go zrzekła. Za każdym razem reprezentowała w parlamencie Estońską Socjaldemokratyczną Partię Robotniczą (ESDTP). W Riigikogu Alma Ostra-Oinas przedstawiła projekt ustawy o prawie rodzinnym, który nie został przyjęty, ale wpłynął na kształt późniejszych przepisów.
Ostra-Oinas pozostawała aktywna jako dziennikarka; była redaktorką „Ametiühisusline kuukiri” (1923–1927), wróciła także na studia. Początkowo wybrała wydział medycyny, by ostatecznie uzyskać w 1929 dyplom na wydziale prawniczym uniwersytetu w Tartu. W 1929 została odznaczona Orderem Estońskiego Czerwonego Krzyża II klasy. 
Po przyłączeniu Estonii do ZSRR mąż Almy został aresztowany przez władze radzieckie i wysłany do łagru na Syberii, gdzie zmarł w 1942. Ona sama z kolei została aresztowana podczas II wojny światowej, najpierw przez niemieckie władze okupacyjne, zaś w 1944 – przez władze radzieckie. Skazana na pięć lat więzienia i deportację, zmarła w 1960 w Incie w Republice Komi.